# Сантос-Дюмон (станция скоростного трамвая Рио-де-Жанейро)
Санос-Дюмон — станция Легкорельсового трамвая Рио-де-Жанейро. Конечная станция Линии №1. Следующая за ней станция — «Антонио Карлос».
Открыта 5 июня 2016 года. Расположена в историческом районе Центр Рио-де-Жанейро, напротив терминала прибытия аэропорта Сантос-Дюмон.